# Austriackie Stowarzyszenie Pracowników Socjalnych
Austriackie Stowarzyszenie Pracowników Socjalnych (niem. Österreichischer Berufsverband der Sozialen Arbeit, skr. OBDS) – austriackie stowarzyszenie branżowe zrzeszające pracowników socjalnych. 

## Historia
Pierwsze profesjonalne stowarzyszenie pracowników socjalnych w Austrii zostało założone 31 marca 1919 w Wiedniu jako Reichsverband der Fürsorgerinnen. W 1920 stowarzyszenie to stało się ogólnokrajowym. Jego następcą prawnym była Landesgruppe Wien, która w 2017 połączyła się z OBDS. W 2019 obchodzone są uroczystości stulecia organizacji.

## Działalność
Stowarzyszenie reprezentuje interesy pracowników socjalnych i pedagogów społecznych na terenie całej Austrii. Dzięki grupom specjalistycznym i inicjatywom merytorycznym jest zaangażowane w politykę zawodową i społeczną państwa, w tym tworzenie państwa solidarnego. W swoich działaniach opowiada się za reformami i zmianami w celu zwiększenia możliwości partycypacji obywatelskiej. W poszczególnych krajach związkowych wybierani są rzecznicy krajowi, którzy wraz ze swoim zespołem kształtują działania regionalne stowarzyszenia. OBDS bierze udział w pracach Międzynarodowej Federacji Pracowników Socjalnych, tak na poziomie europejskim, jak i światowym. Jest członkiem założycielem Austriackiej Konferencji ds. Ubóstwa.